# المهمة الأخيرة (فلم 1928)
المهمة الأخيرة (بالإنجليزية: The Last Command) هو فيلم دراما تم إنتاجه في الولايات المتحدة وصدر في سنة 1928.

## بطولة
- أميل جانينجز

### ترشيحات وجوائز
| السنة | الحدث | الفئة            | النتيجة  |
| ----- | ----- | ---------------- | -------- |
|       |       | أوسكار أحسن ممثل | فـــــوز |

## وصلات خارجية
- المهمة الأخيرة على موقع IMDb (الإنجليزية)
- المهمة الأخيرة على موقع الموسوعة البريطانية (الإنجليزية)
- المهمة الأخيرة على موقع روتن توميتوز (الإنجليزية)
- المهمة الأخيرة على موقع نتفليكس (الإنجليزية)
- المهمة الأخيرة على موقع Turner Classic Movies (الإنجليزية)
- المهمة الأخيرة على موقع أول موفي (الإنجليزية)
- المهمة الأخيرة على موقع فيلمافينيتي (الإسبانية)
- المهمة الأخيرة على موقع قاعدة بيانات الفيلم (الإنجليزية)
- المهمة الأخيرة على موقع ليتربوكسد (الإنجليزية)
- المهمة الأخيرة على موقع كينوبويسك (الروسية)

1. ↑  وصلة مرجع: https://www.oscars.org/oscars/ceremonies/1929.
2. ↑  Dave Kehr (20 أغسطس 2010). "Sternberg: Chief Director of Private Dream Factory". The New York Times. مؤرشف من الأصل في 2018-07-18.
3. ↑  Gilbert Swan (7 مايو 1929). "In New York". بيتسبرغ برس. مؤرشف من الأصل في 2020-03-11.
4. ↑  "Silent Era: The Last Command". silentera.com. مؤرشف من الأصل في 2018-07-18. اطلع عليه بتاريخ 2011-09-24.